# Milton Berle
Milton Berle, nato Mendel Berlinger (New York, 12 luglio 1908 – Los Angeles, 27 marzo 2002), è stato un comico, attore e showman statunitense.
Fu una delle prime star della televisione statunitense grazie alla sua conduzione del Texaco Star Theater sulla NBC.

## Biografia

### Gli esordi e la carriera in radio
Mendel Berlinger nacque a Manhattan nel 1908 e adottò lo pseudonimo Milton Berle solo a sedici anni. Cominciò a recitare fin dall'infanzia in diversi film muti. All'età di dodici anni entrò nel cast del musical Florodora che ottenne grande successo a Broadway e gli diede una certa fama. Agli inizi degli anni trenta era già un comico piuttosto conosciuto e nel 1933 il produttore Jack White gli offrì un ruolo nella commedia musicale Poppin' the Cork, in cui Berle contribuì anche alla scrittura della colonna sonora.
A partire dal 1934 cominciò a lavorare regolarmente in radio, dapprima nel Rudy Vallee Hour e in seguito nel Gillette Original Community Sing. Nel 1939 ottenne la conduzione dello show comico Stop Me If You've Heard This One, a cui seguirono poi Three Ring Time, Let Yourself Go e Kiss and Make Up. Il suo ultimo programma radiofonico fu il varietà The Texaco Star Theater.

### Il Texaco Star Theater in televisione
Nel 1948 la NBC, visto il successo ottenuto in radio, decise di portare in televisione il Texaco Star Theater, di cui Berle era uno dei quattro conduttori che si alternavano nel ruolo. La NBC scelse Berle come conduttore unico per la versione televisiva del programma e la scelta si rivelò quanto mai felice: il programma ottenne un successo straordinario che contribuì a lanciare il nuovo medium e facendo registrare un grande aumento nella vendita di televisori. Il Texaco Star Theater mantenne per molti anni il primo posto nella classifica dell'audience, con uno share di quasi l'80%; alcuni teatri e ristoranti arrivarono addirittura a chiudere il martedì sera (giorno in cui era trasmesso lo show).
Dopo il primo anno, sia il programma che il conduttore vinsero un Emmy Award. L'enorme fama raggiunta valse a Berle i soprannomi di Mr. Television e Uncle Miltie. Nel 1951 la NBC decise di blindare la sua più grande star con un contratto in esclusiva della durata di trent'anni, ma fu allora che cominciò il suo declino. Non vennero infatti tenuti in conto la natura effimera della comicità nella televisione, che necessitava di un continuo aggiornamento ai gusti del pubblico, e le mutate abitudini di fruizione della tv, che passava da un utilizzo pubblico nei bar e nei circoli, particolarmente adatto allo stile di Berle, a un utilizzo privato che frazionava sempre più lo share. Nel 1953 la Texaco ritirò la sponsorizzazione e nel 1956 lo show chiuse definitivamente, poco dopo aver ospitato due delle prime apparizioni televisive di Elvis Presley.
Berle in seguito apparve nella serie Kraft Music Hall e come conduttore di un programma di bowling, il Jackpot Bowling, ma non tornò mai alla fama degli anni precedenti.

### Carriera dopo la NBC
A partire dagli anni '40, Berle cominciò ad esibirsi in vari locali e casinò. Continuò anche la carriera cinematografica apparendo in diversi film, tra cui Facciamo l'amore (1960) con Marilyn Monroe, Questo pazzo, pazzo, pazzo, pazzo mondo (1963), Ritorno a Oz (1974), Broadway Danny Rose (1984) di Woody Allen. A ciò affiancò una lunga carriera di attore drammatico in film e serie per la televisione, il cui picco fu la sua parte in Doyle Against The House nel The Dick Powell Show per cui ottenne una candidatura agli Emmy.
Nel 1966, liberato in parte dall'esclusiva con la NBC, tentò di lanciare un nuovo show settimanale sulla ABC ma l'operazione fallì. Berle continuò comunque ad apparire regolarmente in tv come guest star in vari programmi, tra cui anche il Saturday Night Live nel 1979.
Morì di cancro nel 2002 a Los Angeles.

## Filmografia parziale

### Cinema
- Bunny's Little Brother, regia di George D. Baker (1914)
- Fanchon, the Cricket, regia di James Kirkwood - non confermato (1915)
- Rebecca of Sunnybrook Farm, regia di Marshall Neilan (1917)
- Poppin' the Cork, regia di Jack White (1933)
- Serenata a Vallechiara (Sun Valley Serenade), regia di H. Bruce Humberstone (1941)
- Margine d'errore (Margin for Error), regia di Otto Preminger (1943)
- Facciamo l'amore (Let's Make Love), regia di George Cukor (1960)
- Questo pazzo, pazzo, pazzo, pazzo mondo (It's a Mad, Mad, Mad, Mad World), regia di Stanley Kramer (1963)
- Il caro estinto (The Loved One), regia di Tony Richardson (1965)
- Tramonto di un idolo (The Oscar), regia di Russell Rouse (1966)
- Cominciò per gioco... (The Happening), regia di Elliot Silverstein (1967)
- 8 falsari, una ragazza e... un cane onesto (Who's Minding the Mint?), regia di Howard Morris (1967)
- Ritorno a Oz (Journey Back to Oz), regia di Hal Sutherland (1974)
- Ecco il film dei Muppet (The Muppet Movie), regia di James Frawley (1979)
- Qua la mano picchiatello!.. (Smorgasbord), regia di Jerry Lewis (1983)
- Broadway Danny Rose, regia di Woody Allen (1984)
- L'auto più pazza del mondo (Driving Me Crazy), regia di Jon Turteltaub (1991)
- Storybook - Il libro delle favole (Storybook), regia di Lorenzo Doumani (1996)

### Televisione
- The Dick Powell Show – serie TV, episodi 1x05-2x23-2x25 (1961-1963)
- Storie incredibili (Amazing Stories) – serie TV, episodio 1x07 (1985)
- La signora in giallo (Murder, She Wrote) – serie TV, episodio 1x11 (1985)
- La tata (The Nanny) – serie TV, episodio 3x08 (1995)
- Beverly Hills 90210 – serie TV, episodio 5x16 (1995)

## Doppiatori italiani
- Renato Turi in Facciamo l'amore
- Bruno Persa in Questo pazzo, pazzo, pazzo, pazzo mondo
- Gianni Musy in Ecco il film dei Muppet

## Spettacoli teatrali
- Ziegfeld Follies of 1943 (Broadway, 1º aprile 1943)